# Col de Camporosso
Le col de Camporosso (en italien, Sella di Camporosso ; en allemand, Saifnitzer Sattel) est un col situé en Italie, dans la province d'Udine, à une altitude de 816 m. Il sépare les Alpes carniques des Alpes juliennes et se trouve sur la ligne de partage des eaux entre l'Adriatique et la mer Noire.

## Géographie
Le col de Camporosso est situé entre Camporosso, fraction de la commune de Tarvisio, à l'est, et Valbruna, fraction de la commune de Malborghetto-Valbruna, à l'ouest. Il sépare la vallée de la Slizza, qui arrose Tarvisio, pénètre en Autriche et se jette dans la Gail, affluent de la Drave, et celle de la Fella, affluent du Tagliamento.
Le col est la voie de passage de l'autoroute A23, principale liaison routière entre l'Italie et l'Europe médiane, de la route nationale 13 (SS 13), qui relie Venise à Tarvisio, de la voie de chemin de fer Udine-Tarvisio (Ferrovia Pontebbana) et d'un gazoduc en provenance de Russie.

## Histoire

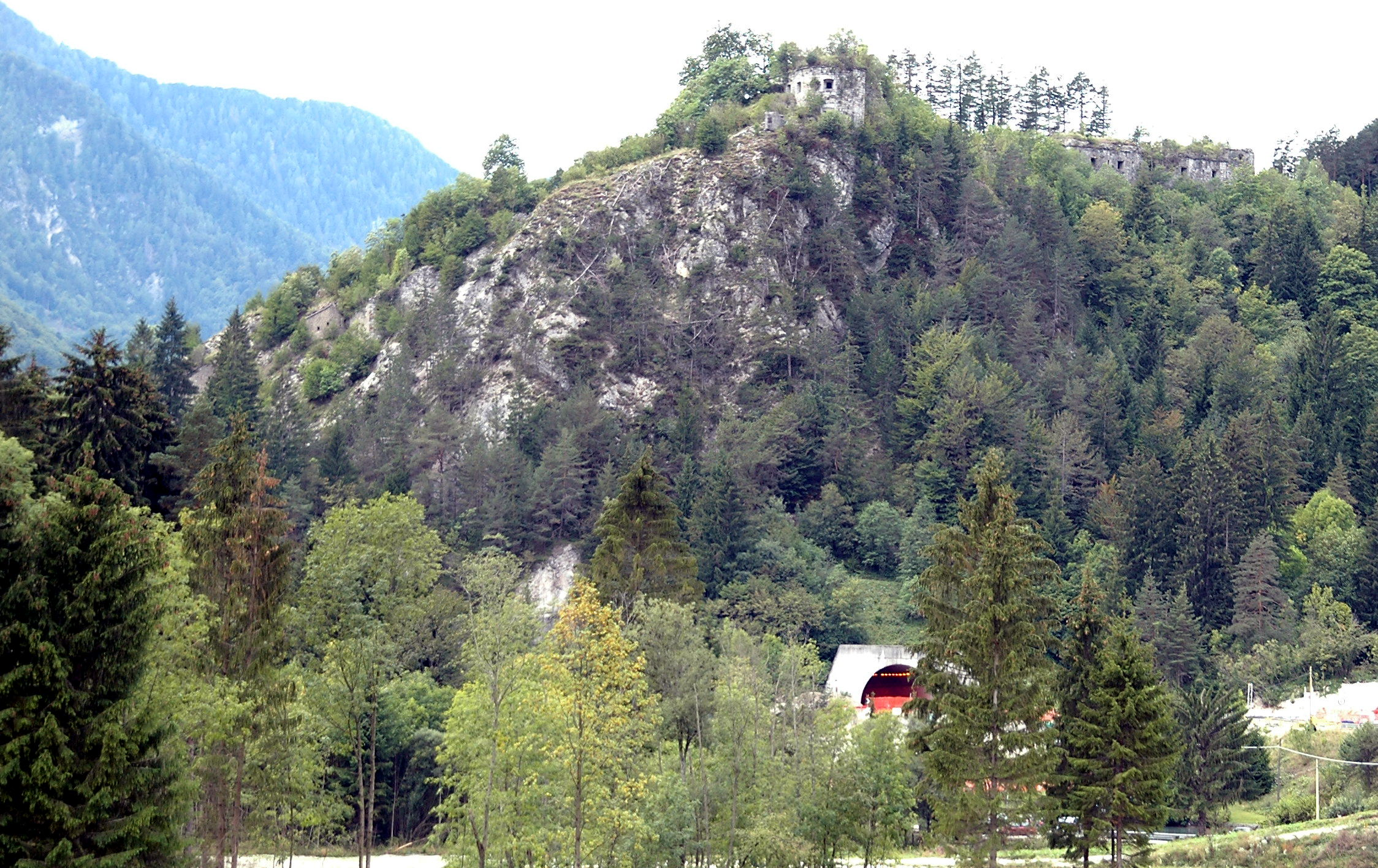
Le fort Hensel dominant la voie de chemin de fer

Le col de Camporosso a toujours été une voie de communication facile entre les deux versants des Alpes orientales. À l'époque romaine, on construisit une route qui se détachait de la route passant par le col du Monte Croce Carnico, remontait la vallée de la Fella et, au-delà du col, rejoignait Virunum (près de l'actuelle Klagenfurt) et le Norique. La date de sa construction n'est pas certaine, mais pourrait se situer au IIIe siècle, comme le laisse penser une borne milliaire qui mentionne l'empereur Caracalla. Cette route est indiquée dans l'Itinéraire d'Antonin et figure sur la table de Peutinger.
Son importance historique à partir du Moyen Âge vient du fait qu'il commande la route, ouverte en toutes saisons, entre Venise et Vienne. La route était défendue par un fort dès la fin du Moyen Âge. Du 14 au 17 mai 1809, le fort fut attaqué et pris par les troupes françaises commandées par Eugène de Beauharnais, qui remontaient vers le nord ; il était défendu par un contingent autrichien sous les ordres du capitaine Friedrich Hensel, qui y trouva la mort comme beaucoup de ses soldats. En son honneur, le fort reçut le nom de fort Hensel.